# Porolampi
Porolampi är en sjö i Finland. Den ligger i kommunen Salla i landskapet Lappland, i den norra delen av landet, 700 km norr om huvudstaden Helsingfors. Porolampi ligger 235 meter över havet. Arean är 44,5 hektar och strandlinjen är 9,76 kilometer lång. Sjön  ingår i Koundaälvens huvudavrinningsområde. 